# Aleksander Merlo
Aleksander Merlo, slovenski ginekolog in politik, * 11. februar 1952.
Merlo je bil kot član LDS poslanec 3. državnega zbora Republike Slovenije; do 6. julija 2004 je bil nadomestni poslanec, saj je nadomestil Dimitrija Rupla, ko je le-ta bil minister za zunanje zadeve Republike Slovenije.
Marca 2024 ga je stranka Gibanje Svoboda izbrala za nosilca svoje liste na evropskih volitvah 2024. Javnosti so svojo listo z nosilcem vred predstavili 6. aprila na Festivalu Svobode na Zbiljah. Kljub skorajšnji potrditvi za nosilca liste je nazadnje stranka iz nenada sporočila, da bo nosilka liste Irena Joveva, Merla pa naj bi o tem obvestili na večer seje sveta stranke.
Maja 2024 je sprejel ponudbo stranke Zeleni Slovenije in se odločil za kandidaturo na evropskih volitvah z zadnjega mesta liste pod vodstvom še enega odpadlega kandidata Svobode, Klemna Grošlja. Stranki preboj v Evropski parlament ni uspel, Merlo pa je dobil 1.243 preferenčnih glasov volivcev.